# Małoje Pańkino
Małoje Pańkino (ros. Малое Панькино) – wieś w Rosji, w rejonie szeksnińkim obwodu wołogodzkiego. W 2010 r. liczyła 3 mieszkańców.